# Apithérapie
L’apithérapie consiste à soigner avec les produits de la ruche. Cette pratique millénaire utilise les propriétés des produits des abeilles en vue d'améliorer et de maintenir la santé des êtres humains, mais aussi des animaux (apithérapie vétérinaire). L'apithérapie propose d'utiliser les propriétés supposées du miel, de la propolis, de la cire, du venin d'abeilles, de la gelée royale, du pain d'abeilles et du pollen.
La plupart des propositions de l'apithérapie n'ont pas été établies scientifiquement et ne répondent pas aux standards de la médecine. De ce fait, l'apithérapie est considérée comme une médecine non conventionnelle, dont les allégations sont considérées comme de la pseudoscience.

## Miel
Hippocrate, environ 400 ans av. J.-C., recommandait le miel dans des préparations d'onguents ainsi que dans le traitement des plaies. Avicenne, vers l'an 1000, parlait de la propolis et de ses vertus cicatrisantes et anesthésiantes[réf. nécessaire].
Le miel est recommandé comme aliment, mais aussi en application sur les plaies : « le miel, par sa saturation en glucose, entretient une pression osmotique trop basse pour favoriser la croissance des germes […]. Outre cette activité physique, le miel contient un principe actif bactéricide, l'inhibine identifiée par White en 1962 comme étant de l'eau oxygénée, produite sous l'action de la glucose oxydase, sécrétée par l’abeille lors de la fabrication du miel. »
Des recherches menées dans les années 1990 à l’université de Waikato en Nouvelle-Zélande auraient mis en évidence les propriétés antibiotiques du miel,.

## Venin d’abeille

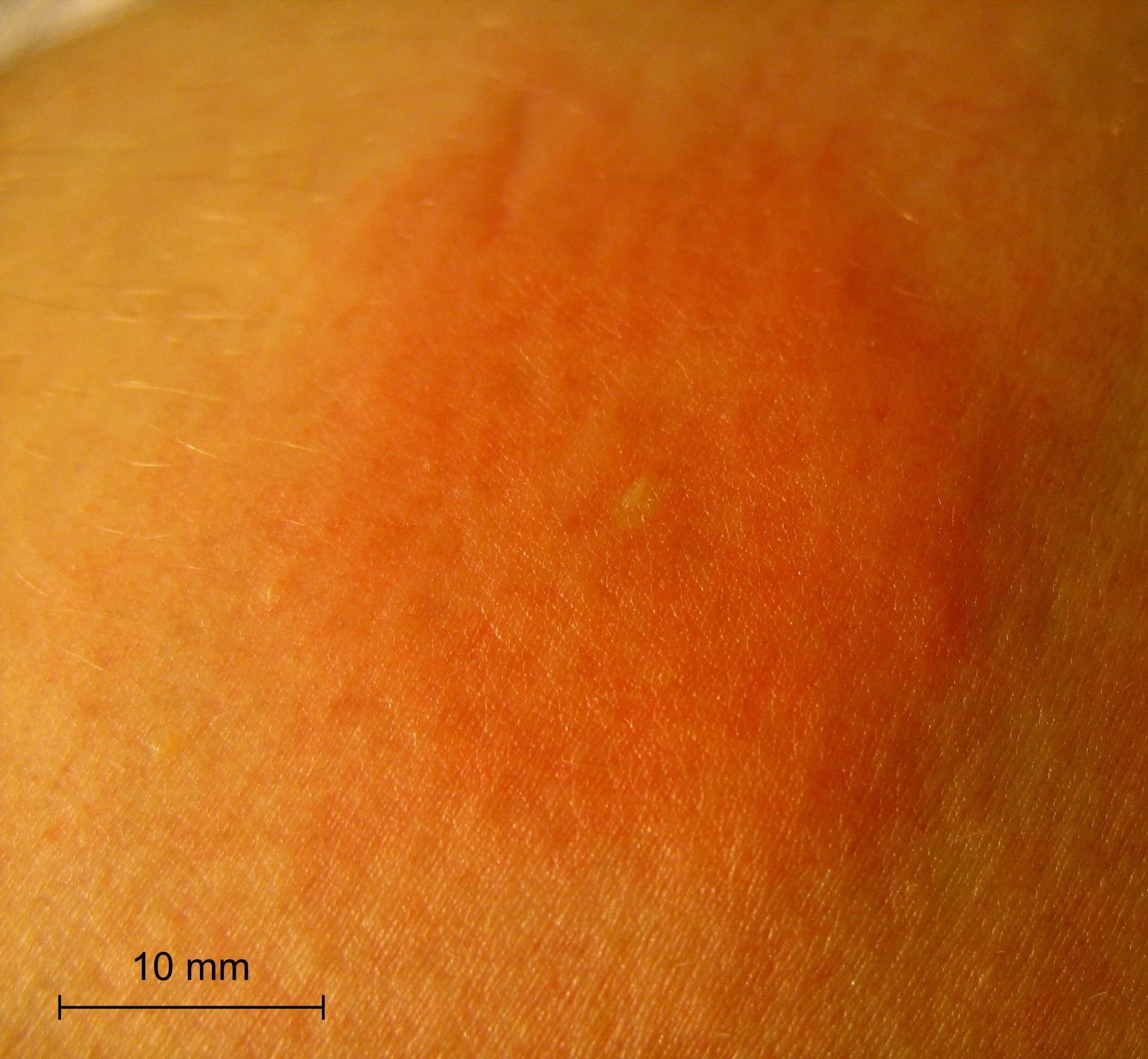
Piqûre d'abeille après vingt-quatre heures.

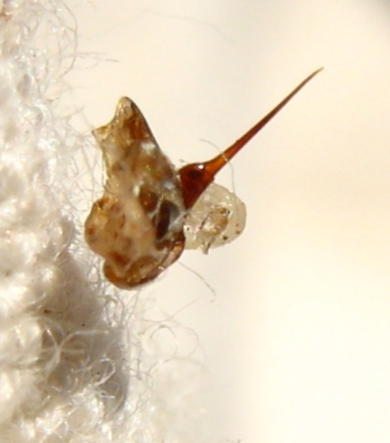
Le dard d'une abeille noire accroché à une tenue de protection à la suite d'une piqûre.

Le venin serait utilisé pour soigner les affections rhumatismales, les arthrites chroniques, ainsi que certaines maladies inflammatoires et la sclérose en plaques[réf. nécessaire]. Toutefois, dans une étude contrôlée de l'université des sciences de la santé Allegheny à Philadelphie, le venin d'abeilles n'a eu aucun effet positif, quel que soit le dosage chez la souris ayant une auto-encéphalomyélite expérimentale, le modèle animal de la sclérose en plaques. De plus, de nombreux animaux ont eu une aggravation de leurs symptômes comparé au groupe ayant reçu le placebo.
En règle générale, le venin est administré sur les zones à soigner, soit directement par des piqûres d’abeille, soit dilué à l’aide de seringues. Lorsque l’abeille pique, son dard reste planté dans la peau. Quand elle se retire, une partie de l’abdomen est arraché, ce qui entraîne sa mort. On sait aujourd’hui extraire le venin de l’abeille sans entraîner sa mort. Pour y parvenir, l'abeille subit un électrochoc stimulant la production du venin qui se récolte sous forme de gouttes.
On trouve également du venin d’abeille sous diverses présentations dont l'effet thérapeutique n'a pas été démontré : crèmes, lotions, comprimés, gouttes utilisées dans le traitement de l’arthrite, des inflammations des tendons et des articulations et les affections cutanées.
L’apipuncture est une combinaison du traitement au venin d’abeille et de l’acupuncture. Cette approche ne s'est pas construite sur le savoir scientifique et ses fondements sont considérés comme relevant de la pseudo-science. Le venin peut être administré soit par dépôt sur le point d’acupuncture, soit par immersion de l’aiguille dans une solution avant stimulation. Cette pratique est considérée comme dangereuse pour la santé avec de nombreux risques associés.